# Taeniotes xanthostictus
Taeniotes xanthostictus là một loài bọ cánh cứng trong họ Cerambycidae.